# Anna Greta Matsdotter
Anna Greta Matsdotter, känd som Silbo-gåmmoe eller Gammel-Silba, född 1794, död 1870, var en samisk nåjd. 
Anna Greta Matsdotter var från Vapstens sameby och dotter till Mats Nilsson Druri från Lövfjäll, även känd som Mahti Druri/Trore. Hon gifte sig med Nils Ersson Njajta (1794–1856). Hon var berömd för sin magiska förmåga, och förekommer i legender om dessa. 
Det har ofta påståtts att endast män kunde bli nåjder och använda trolltrumman, men både Rijkuo-Maja och Silbo-gåmmoe ska båda ha varit nåjder och använt trolltrumman. Både hon och hennes make ska ha använt trumman.  
Hennes son Stor-Nila eller Spå-Nila (1822–1899) har kallats den sista nåjden i Lycksele lappmark. Han anklagades 1848 av Sven Sjulsson för att ha förorsakat dennes hustrus död genom magi tillsammans med sin mor. Denna konflikt ledde till att Nila dödade Sven Sjulsson och dömdes till straffarbete. 